# Episodi di Grenseland - Terra di confine
La prima stagione della serie televisiva Grenseland - Terra di confine, composta da 8 episodi, è andata in onda per la prima volta in Norvegia dal 2 novembre al 7 dicembre 2017 sul canale TV2. In Italia la serie è stata interamente pubblicata dal servizio on demand Netflix il 6 marzo 2018.
| n° | Titolo originale       | Titolo italiano         | Prima TV Norvegia | Pubblicazione Italia |
| -- | ---------------------- | ----------------------- | ----------------- | -------------------- |
| 1  | Nikolais dilemma       | Il dilemma di Nikolai   | 2 novembre 2017   | 6 marzo 2018         |
| 2  | Lars’ løgn             | L'inganno di Lars       | 2 novembre 2017   | 6 marzo 2018         |
| 3  | Annikens jakt          | L'indagine di Anniken   | 2 novembre 2017   | 6 marzo 2018         |
| 4  | Oves vitnemål          | La testimonianza di Ove | 9 novembre 2017   | 6 marzo 2018         |
| 5  | Bengts skjebne         | Il destino di Bengt     | 16 novembre 2017  | 6 marzo 2018         |
| 6  | Millas fremtid         | Il futuro di Milla      | 23 novembre 2017  | 6 marzo 2018         |
| 7  | Josefs sjanse          | L'opportunità di Josef  | 30 novembre 2017  | 6 marzo 2018         |
| 8  | Hans Olavs hemmelighet | Il segreto di Hans Olav | 7 dicembre 2017   | 6 marzo 2018         |